# معامله پرایس اکشن
معامله‌گری بر پایهٔ حرکت قیمت یا پرایس اکشن (به انگلیسی: Price Action Trading) روشی است که بر خوانش رفتار بازار تمرکز دارد تا بدین وسیله معامله‌گر بتواند راهبرد مناسب را برای بهره‌گیری حداکثری از فرصت‌های موجود به‌کار گیرد. به بیان ساده، پرایس اکشن رویکردی در معامله‌گری است که طی آن فرد معامله‌گر با تحلیل و تفسیر تغییرات قیمتی، تصمیم‌های معاملاتی خود را به‌صورت ذهنی و مبتنی بر رفتار قیمت اتخاذ می‌کند، بی‌آنکه اتکای اصلی بر شاخص‌های فنی یا سایر عوامل کمکی داشته باشد.
در ساده‌ترین تعریف، این رویکرد تلاش می‌کند فرآیندهای ذهنی و شیوه‌های اندیشیدن معامله‌گران باتجربه و غیرنظام‌مند را، هنگامی که به مشاهده و معامله در بازار می‌پردازند، توصیف کند. پرایس اکشن در واقع همان تغییرات قیمتی یا «کنشِ قیمت» است. این پدیده بیش از هر جا در بازارهایی که از نقدشوندگی بالا و نوسان قیمتی شدید برخوردارند، جلوه‌گر می‌شود؛ با این حال، هر نوع دارایی یا ابزاری که در یک بازار آزادانه و بر اساس قیمت معامله گردد، به‌طور ذاتی نمودهایی از حرکت قیمت را از خود نشان خواهد داد.
معامله‌گری بر پایهٔ حرکت قیمت را می‌توان بخشی از تحلیل تکنیکال به‌شمار آورد، با این حال، در مقایسه با اغلب شیوه‌های تحلیل تکنیکال، رویکردی پیچیده‌تر دارد. این روش در واقع تحلیل رفتاری مشارکت‌کنندگان بازار را به‌مثابه یک جمع، بر مبنای شواهدی که در تغییرات قیمتی مشاهده می‌شود، در بر می‌گیرد؛ نوعی تحلیل که پوشش دانشگاهی آن به حوزه‌ای خاص محدود نبوده و بیشتر در ادبیات مربوط به معامله‌گری، سفته‌بازی، قمار و رقابت به‌طور گسترده توصیف و بررسی شده است و از این رو، نیازمند بررسی مستقل در قالب مقاله‌ای جداگانه است. بخش عمده‌ای از روش‌شناسی مورد استفاده توسط معامله‌گران تالار معاملات و خوانندگان نوار قیمت (Tape Readers) در این چارچوب جای می‌گیرد. همچنین، بنا بر انتخاب معامله‌گر، می‌تواند تحلیل حجم معاملات و داده‌های «Level 2» را نیز دربرداشته باشد.
یک معامله‌گر پرایس اکشن معمولاً به اندازهٔ نسبی، شکل، موقعیت، رشد (در هنگام مشاهدهٔ قیمت لحظه‌ای) و در صورت تمایل، حجم میله‌ها در نمودارهای میله‌ای OHLC یا شمعی توجه می‌کند (هرچند نمودارهای خطی ساده نیز می‌توانند کاربرد داشته باشند). این تحلیل می‌تواند از ساده‌ترین سطح، یعنی بررسی یک میلهٔ منفرد آغاز شود و اغلب در ترکیب با الگوهای نموداری رایج در تحلیل تکنیکال گسترده‌تر همچون میانگین‌های متحرک، خطوط روند و محدوده‌های معاملاتی به‌کار گرفته می‌شود. بهره‌گیری از تحلیل حرکت قیمت در سفته‌بازی مالی مانع استفادهٔ هم‌زمان از سایر شیوه‌های تحلیلی نیست، هرچند بسیاری از معامله‌گران مینیمالیست در این حوزه ترجیح می‌دهند صرفاً بر تفسیر رفتاری حرکت قیمت تکیه کرده و راهبرد معاملاتی خود را بر همین اساس بنا کنند.
نویسندگان گوناگونی که دربارهٔ حرکت قیمت پژوهش و نگارش کرده‌اند ــ از جمله بروکس و دودلا ــ برای بسیاری از الگوهای متداول میله‌ای و الگوهای رفتاری مشاهده‌شده در نمودارهای حرکت قیمت، نام‌گذاری‌هایی انجام داده‌اند. این امر به بروز ناهمسانی در نام‌گذاری الگوهای مشابه میان نویسندگان مختلف، یا حتی به تعریف دو الگوی متفاوت با یک نام مشترک منجر شده است. برخی از این الگوها صرفاً به‌صورت ذهنی و تفسیری قابل توصیف‌اند و الگوی نموداریِ «کتاب درسی» ممکن است در عمل با تغییرات و تنوع چشمگیری رخ دهد.

## اعتبار
هیچ شواهد معتبری وجود ندارد که نشان دهد این تبیین‌ها الزاماً درست‌اند، حتی اگر معامله‌گر پرایس اکشن که چنین ادعاهایی مطرح می‌کند، سودآور باشد و ظاهراً تحلیل درستی ارائه دهد. با از میان رفتن اغلب تالارهای معاملاتی سنتی، بازارهای مالی ماهیتی ناشناس یافته‌اند؛ خریداران و فروشندگان به‌طور مستقیم با یکدیگر مواجه نمی‌شوند و در نتیجه امکان راستی‌آزمایی هرگونه توضیحی دربارهٔ رفتار سایر مشارکت‌کنندگان بازار در هنگام شکل‌گیری یک الگوی خاصِ حرکت قیمت، به‌طرز چشمگیری کاهش یافته است. افزون بر این، تحلیل حرکت قیمت می‌تواند در معرض سوگیری بازماندگی قرار گیرد، زیرا معامله‌گران ناکام معمولاً مجال بروز و دیده‌شدن نمی‌یابند. از این رو، چنین تبیین‌هایی را باید صرفاً نوعی توجیه ذهنی دانست که چه‌بسا نادرست باشند؛ با این حال، در هر مقطع زمانی همان‌ها تنها چارچوب تحلیلی منطقیِ در دسترس‌اند که معامله‌گر پرایس اکشن می‌تواند بر پایهٔ آن عمل کند.
اجرای تحلیل پرایس اکشن فرآیندی پیچیده و دشوار است که نیازمند کسب تجربه در شرایط واقعی بازار و همچنین برخورداری از دانش پیشین دربارهٔ «وضعیت‌های بازار» می‌باشد. شواهد متعددی حاکی از آن است که درصد سفته‌بازانی که در به‌کارگیری تحلیل حرکت قیمت دچار شکست می‌شوند، سرمایهٔ معاملاتی خود را از دست می‌دهند یا از ادامهٔ فعالیت صرف‌نظر می‌کنند، با نرخ شکست در سایر حوزه‌های سفته‌بازی همسان است. به‌طور رایج این نرخ حدود ۹۰ درصد برآورد می‌شود؛ هرچند بررسی داده‌های مربوط به افشای نظارتی کارگزاران بازار ارز ایالات متحده از سال ۲۰۱۰ نشان می‌دهد که حدود ۷۵ درصد از حساب‌ها با شکست مواجه شده‌اند و این میزان را می‌توان به‌عنوان روندی متعارف تلقی کرد.
برخی نویسندگان منتقد موفقیت مالی افرادی را که از تحلیل‌های فنی همچون تحلیل حرکت قیمت بهره می‌گیرند، مورد تردید قرار داده و رد می‌کنند. آنان بر این باورند که ظهور افرادی که به‌ظاهر توانایی کسب سود در بازارها دارند، صرفاً نتیجهٔ سوگیری بازماندگی است و نه ناشی از اعتبار ذاتی روش‌های تحلیلی مورد استفاده.

## فرایند تحلیل

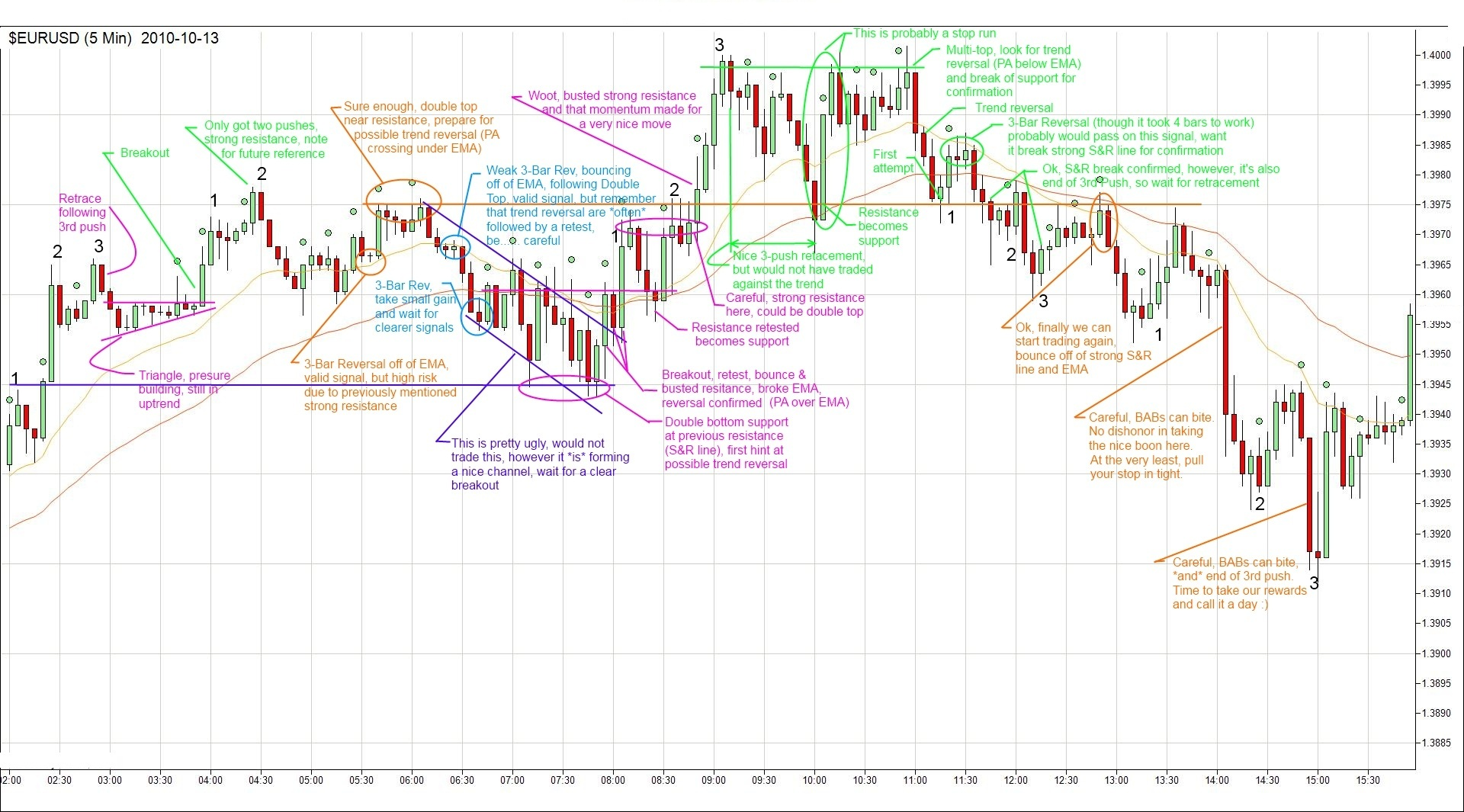
نمودار شمعی جفت‌ارز یورو/دلار آمریکا (EUR/USD) که توسط یک معامله‌گر بر اساس تکنیک پرایس اکشن صعودی تحلیل و مشخص شده است.

تحلیل یک معامله‌گر پرایس اکشن ممکن است با تحلیل تکنیکال کلاسیک آغاز گردد؛ برای نمونه، الگوهای معرفی‌شده توسط ادواردز و مگی شامل خطوط روند، شکست‌های قیمتی و اصلاح‌های قیمت (پولبک‌ها). این الگوها معمولاً به‌صورت جزئی‌تر شکسته و با تحلیل‌های میله‌به‌میله تکمیل می‌شوند که در برخی موارد شامل بررسی حجم معاملات نیز هست. حرکت قیمتیِ مشاهده‌شده سرنخ‌هایی در اختیار معامله‌گر قرار می‌دهد که او را از رفتار کنونی و احتمالی آیندهٔ دیگر مشارکت‌کنندگان بازار آگاه می‌سازد. معامله‌گر می‌تواند توضیح دهد که چرا یک الگوی خاص قابلیت پیش‌بینی دارد؛ این توضیح می‌تواند بر مبنای نقش گاوها (خریداران)، خرس‌ها (فروشندگان)، ذهنیت جمعی سایر معامله‌گران، تغییرات حجم و عوامل دیگر صورت گیرد. در این میان، داشتن درک و دانش کافی از ساختار و ترکیب بازار، ضرورتی اساسی است.
الگوهای پرایس اکشن در هر میله نمودار می‌توانند پدیدار شوند و معامله‌گر همواره مراقب است تا مشاهده کند آیا چندین الگو به‌طور هم‌زمان یا در ترتیبی خاص رخ می‌دهند و در نتیجه مجموعه‌ای منسجم را شکل می‌دهند که منجر به ایجاد سیگنال ورود یا خروج گردد. ترجیحات معامله‌گران در این زمینه می‌تواند به‌شدت متنوع باشد؛ به‌گونه‌ای که هر معامله‌گر بر نوع خاصی از مجموعه‌ها و چینش الگوها تمرکز می‌کند و آن را مبنای راهبرد معاملاتی خود قرار می‌دهد.

## اجرای معاملات
معامله‌گر پرایس اکشن از ستاپ‌های معاملاتی برای تعیین نقاط ورود و خروج در موقعیت‌های معاملاتی استفاده می‌کند. هر ستاپ دارای نقطهٔ ورود بهینهٔ خاص خود است. برخی معامله‌گران از سیگنال‌های پرایس اکشن برای خروج نیز بهره می‌برند؛ بدین معنا که پس از ورود به یک موقعیت، به محض ظهور نشانه‌ای منفی، کل موقعیت خود را می‌بندند. در مقابل، دسته‌ای دیگر از معامله‌گران ترجیح می‌دهند در نقطهٔ هدف سود با مبلغی از پیش تعیین‌شده یا در سطح مشخصی از حد ضرر از معامله خارج شوند. این شیوهٔ خروج اغلب بر مبنای سطوح پیشین حمایت و مقاومت در نمودار استوار است. یک معامله‌گر باتجربه‌تر، معیارهای مشخص و تعریف‌شده‌ای برای ورود و خروج دارد که بر پایهٔ تجربهٔ عملی او در بازار شکل گرفته است.
یک معامله‌گر باتجربه در حوزهٔ پرایس اکشن توانایی بالایی در شناسایی چندین میله، الگو، ساختار و وضعیت‌های مختلف در جریان مشاهدهٔ بازار به‌صورت زنده دارد. با این حال، یک نمودار قیمتی را می‌توان به شیوه‌های گوناگون تفسیر کرد؛ امری که ممکن است باعث بروز اختلاف دربرداشت و تحلیل میان دو معامله‌گر شود، حتی اگر هر دو از یک روش تحلیلی واحد بهره بگیرند.
بیشتر نویسندگان در حوزهٔ پرایس اکشن بر این باورند که یک وضعیت منفرد به‌تنهایی به ندرت برای صدور سیگنال ورود به معامله کافی است. برای آغاز یک معامله باید نشانه‌ای از قدرت در جهت مورد نظر وجود داشته باشد و دست‌کم دو دلیل موجه برای ورود فراهم گردد. هنگامی که معامله‌گر اطمینان یابد سیگنال‌های پرایس اکشن به اندازهٔ کافی قدرتمند هستند، معمولاً همچنان صبر می‌کند تا نقطهٔ ورود یا خروج بهینه فرا برسد و سپس اقدام به معامله می‌کند.
در جریان معاملات واقعی، سیگنال‌ها ممکن است به‌طور مکرر در هنگام شکل‌گیری هر میله ظاهر شوند، اما تا زمانی که میله در پایان بازهٔ زمانی نمودار بسته نشود، معتبر و نهایی تلقی نمی‌گردند. ورود به معامله بر مبنای سیگنال‌هایی که هنوز تأیید و نهایی نشده‌اند، ورود زودهنگام نامیده می‌شود و رفتاری پرریسک به‌شمار می‌رود؛ زیرا این امکان وجود دارد که بازار در جهتی مخالف حرکت کند و در نهایت، پس از تکمیل میله، سیگنال پایانی با جهت معامله موردنظر مطابقت نداشته باشد.

## مشاهده رفتاری
یک معامله‌گر پرایس اکشن معمولاً به خطاپذیری انسان و تمایل معامله‌گران بازار به رفتار جمعی توجه ویژه‌ای دارد. برای مثال، معامله‌گری که نسبت به یک سهام خاص خوش‌بین است، ممکن است شاهد حرکت سهام در بازهٔ ۲۰ تا ۳۰ دلار باشد، در حالی که انتظار دارد قیمت حداقل تا ۵۰ دلار افزایش یابد. بسیاری از معامله‌گران دیگر ممکن است به‌سادگی اقدام به خرید سهام کنند، اما هر بار که قیمت به پایین‌ترین محدودهٔ معاملاتی خود می‌رسد، دچار ناامیدی شده و اعتماد خود را به پیش‌بینی اولیه از دست داده و می‌فروشند. در مقابل، یک معامله‌گر پرایس اکشن صبر می‌کند تا قیمت سهام به ۳۱ دلار برسد و سپس اقدام به معامله نماید.
مثال فوق به لیورمور در دهه ۱۹۴۰ مربوط است. در بازار امروزی، معامله‌گر پرایس اکشن زمانی از قیمت سهام مطلع می‌شود که به ۳۱ دلار برسد، اما با توجه به عدم قطعیت بازار و دریافت سیگنال‌های دیگر از تحلیل پرایس اکشن، انتظار دارد که قیمت سهام از این نقطه عقب‌نشینی کند. در نتیجه، او صرفاً زمانی اقدام به خرید می‌کند که عقب‌نشینی پایان یافته و سهام مجدداً روند صعودی خود را آغاز کرده باشد.